# 阿罗哈 (电影)
是一部2015年美国爱情喜剧剧情电影，由卡梅伦·克罗编剧、制作和执导， 布萊德利·古柏、艾瑪·史東、 瑞秋·麥亞當斯、比爾·莫瑞、約翰·卡拉辛斯基、丹尼·麦克布莱德和艾力·寶雲主演。影片于2015年5月29日发行。影评人给予影片负面评价，票房收益仅为2630萬美元，而成本达3700万美元，影片成为票房炸弹。

## 剧情
美國國防部承包商布莱恩·吉尔克雷斯特（布莱德利·库珀 饰）代表打算将邻近的土地开发成宇航中心的亿万富商卡森·威尔什（比尔·莫瑞 饰）回到夏威夷，为新的基地大门筹备传统的祝福仪式。本来要庆祝的阿富汗从戎生涯最终以阴暗的交易收场，失望的吉尔克雷斯特受到考验，去和夏威夷当地人签署协议，支持卡森发射一枚私人资助的卫星。然而吉尔克雷斯特的任务并不简单，一方面前女友特蕾西（瑞秋·麦亚当斯 饰）如今已经育有两个小孩，另一方面理想主义的美國空军联络官阿丽森·吴上尉（艾玛·斯通 饰）对太空的无尽幻想使他回想起自己儿时的惊奇心。
吉尔克雷斯特和吴前去一处与世隔绝的社区和酋长卡纳赫勒谈合约，让他参加大门的庆祝仪式。一路上，吴尝试和吉尔克雷斯特打开话匣子，可惜吉尔克雷斯特无法放下自己的愤世嫉俗。两人去见酋长时，有部分夏威夷血统的吴熟悉了与酋长和他的同胞们，了解到他们对大地和天空的精神认知。经过长时间的谈判，吉尔克雷斯特作中间人达成协议，让酋长出席活动，换取两座山和免费的基地台服务。第二天晚上，吉尔克雷斯特和吴在特蕾西家吃晚饭时，碰到特蕾西的丈夫伍迪（约翰·卡拉辛斯基 饰）和他们的两个孩子格蕾西和米奇。期间，特蕾西带着吉尔克雷斯特来到厨房，承认自己爱上了他，13年前他抛弃她时，她曾打算和他一起过日子。
第二天晚上，他们参加卡森的圣诞派对，迪克逊将军（亚历克·鲍德温 饰）告诫吉尔克雷斯特不要搞砸他们和夏威夷人的交易。将军的一位手下给了吉尔克雷斯特一个装着即将到来的卫星发射的最高机密信息的闪盘。派对上，吉尔克雷斯特被正在和卡森跳舞的吴吸引住。之后，吴来到吉尔克雷斯特的房间，吉尔克雷斯特将自己差点在喀布尔死掉的经历告诉她，表示今晚是他第一次感受到活着有多么开心，而两人还发生了性关系。第二天，吴发现卡森的卫星实际上装着核弹。吴想递交辞职，但是上校告诉她这是卡森私自执行的任务，吉尔克雷斯特知道细节。吴哭着找到吉尔克雷斯特，控诉他对她和夏威夷人撒谎。
与此同时，伍迪和特蕾西的婚姻步入紧张局面，他将这归咎于吉尔克雷斯特的到来。两人同意分居。第二天早上，特蕾西突然来到吉尔克雷斯特下榻的酒店，透露格蕾西是他女儿。当天晚些时候，新行人道大门祝福典礼完满结束后，吉尔克雷斯特得知中国人试图用黑客技术拿到卫星的密码，阻止即将到来的发射。他赶到指挥中心，挫败了黑客的阴谋。看着卫星进入地球同步轨道，他才清醒地意识到自己干的事，还有这件事对他所爱的吴会带来的影响。很快，他便下令将大量的干擾訊號發送到天空，和吴牽着手看着卫星爆炸。他认为吴继续和他的关系会毁坏她事业的大好前程，便告诉她彼此不要再见面了。卡森对卫星被毁非常不满意，找到吉尔克雷斯特，但吉尔克雷斯特告诉他“天空是买不下的”。迪克逊将军也对吉尔克雷斯特的行为感到愤怒，扬言要起诉他。
吉尔克雷斯特回到特蕾西家，特蕾西正在读伍迪写给她的一封感人情书。吉尔克雷斯特告诉她，她是属于她丈夫的，但她鼓励他去追吴。伍迪回来，看到吉尔克雷斯特待在他家。伍迪告诉吉尔克雷斯特，他知道吉尔克雷斯特是格蕾西的父亲。他问吉尔克雷斯特自己不在的时候有没有和特蕾西睡过觉。伍迪来到特蕾西正在打扫的客厅。看到伍迪，特蕾西涌入到他怀中，之后格蕾西和米奇也抱着他们。吉尔克雷斯特离开她家，没打算打破温馨的场面。
迪克逊很快便知道吉尔克雷斯特正在讲述核武器的真相，赞扬他的工作，表示当局将很快羁押卡森。在酒店外面，吉尔克雷斯特碰到正准备离开的吴。他将自己的爱慕之情吐露出来，表示会留在夏威夷等到她回来。那天晚上，格蕾西在上草裙舞班，吉尔格雷斯特站在一旁看着她跳舞。格蕾西注意到他，他朝她点头，她突然意识到他是她的父亲。眼中噙满激动的泪水，她跑过来一把抱住了他，之后回到班上继续跳舞。

## 演员
- 布萊德利·古柏 饰 布莱恩·吉尔克雷斯（Brian Gilcrest）
- 艾瑪·史東 饰 阿丽森·吴空軍上尉（Allison Ng），飞行员，布莱恩爱人
- 瑞秋·麥亞當斯 饰 特蕾西·伍德赛德（Tracy Woodside），布莱恩前女友，嫁给伍迪并育有两子
- 比爾·莫瑞 饰 卡森·韦尔奇（Carson Welch）
- 約翰·卡拉辛斯基 饰 约翰·“伍迪”·伍德赛德空軍少校（John "Woody" Woodside）
- 丹尼·麦克布莱德 饰 “指头”拉齐空軍上校（"Fingers" Lacy）
- 艾力·寶雲 饰 迪克逊空軍上将（Dixon），美國太平洋空軍司令
- 比尔·坎普（英语：Bill Camp） 饰 鲍勃·拉金特（Bob Largent）
- 迈克尔·彻努斯（英语：Michael Chernus） 饰 罗伊（Roy）
- 傑登·里柏赫 饰 米切尔（Mitchell）
- 丹妮尔·罗斯·罗素（英语：Danielle Rose Russell） 饰 格蕾西（Grace）
- 埃迪·盖瑟斯（英语：Edi Gathegi） 饰 柯蒂斯陆军中校（Curtis）
- 伊万娜·米利塞维奇（英语：Ivana Miličević） 饰 卡森·拜奥格佛（Carson Biographer）
- 邦比·加纳赫勒（英语：Bumpy Kanahele） 饰 自己

## 制作
2012年，艾玛·斯通成为加盟剧组的第一人。2013年7月31日，亚历克·鲍德温加盟剧组。8月29日，其他角色的试镜活动在欧胡岛举行。库珀于摄制开始12天前的9月14日来到夏威夷。10月7日，据宣布主體攝影正在夏威夷进行。斯通在地面接受夏威夷加尔文飞行服务（Galvin Flight Services Hawaii）首席教练飞行员罗伯·摩尔（Rob Moore）的训练，学习如何驾驶派珀PA-44，后来为了拍飞行镜头，摩尔在卡阿瓦谷附近驾驶飞机。摩尔担任飞行技术顾问。库珀于12月18日和19日在檀香山市区拍戏。2015年2月2日，索尼影业宣布影片定名《阿罗哈》，而此前的制作名称为和。
影片配乐由乔什和阿历克斯作曲，此前乔什和克罗在《我家买了动物园》（2011年）中有过合作。最初，马克·马瑟斯鲍夫曾在2014年5月表示他打算给影片配乐。原声带于2015年5月26日由麦迪逊门唱片和遗产唱片发行。

## 发行
2014年2月14日，据宣布影片定于2014年12月25日上映，但档期之后于7月21日改为2015年5月29日。影片首支预告片于2015年2月11日公布。

### 票房
影片北美票房2110万美元，海外票房520万美元，合共2630万，而成本为3700万。
在北美，影片和灾难片《末日崩塌》同期上映，周四晚在2275家影院的点映获得50万美元，在2815家影院的首映也获得预期的350万美元。首周末，影片赚得970万美元，位列票房榜第六位，同时在海外7个国家的首周末获得165万美元。澳大利亚和新西兰上映首周末共赚到150万美元，巴西首周末获得24万美元。影片于英国和法国以视频点播模式上映。
《好莱坞报道者》估计影片全球剧院上映结束时的财物损失达6500万美元左右。

### 专业评价
烂番茄评论154条，新鮮度19%，平均分4.3（满分10）。该站共识写道：“不着边际、不切实际的《阿罗哈》找到了最感伤、最不引人注目的编剧型导演卡梅伦·克罗。”Metacritic评论36条，评分40（满分100），表示“褒贬不一”。影院评分于上映首周末举行投票，影院观众给予B-平均分（等级为A+到F）。

### 奖项
| 奖项         | 颁奖日期           | 奖项             | 接受者        | 结果 |
| ------------ | ------------------ | ---------------- | ------------- | ---- |
| 青少年选择奖 | 2015年青少年選擇獎 | 最佳喜剧片       | 《阿罗哈》    | 提名 |
| 青少年选择奖 | 2015年青少年選擇獎 | 最佳喜剧片男演员 | 布萊德利·古柏 | 提名 |
| 青少年选择奖 | 2015年青少年選擇獎 | 最佳喜剧片女演员 | 艾瑪·史東     | 提名 |

## 争议
亚裔美国人媒体行动网络（Media Action Network for Asian Americans）指责影片起用白人饰演其他人种，为此克罗就艾玛·斯通饰演的据称有四分之一中国四分之一夏威夷血统的角色存在误导而致歉。
2015年6月，克罗回应了这个反应：“我听说了你们的话和你们的失望，我向所有认为这是个莫名其妙或有误导性的选角决定的人们表达诚挚的歉意。早在2007年，阿丽森·吴上尉就被写成一位超级骄傲的四分之一夏威夷人，但她对此感到沮丧。从外表上看，她看起来并没有什么特别的。一半中国血统的父亲旨在表现出夏威夷很流行的令人惊奇的文化融合。对她那不太可能的家风很是骄傲，她私底下觉得自己要被迫过分解释她获得的每个机会。这个角色出自一位现实的、红头发的当地人。”
然而，索尼影业则给影片对夏威夷文化的描绘打辩护，指出“有些人评判一部他们从没看过或从未读过剧本的电影非常看，影片《阿罗哈》非常恭敬地展现了夏威夷人的精神和文化。”
艾玛·斯通后来对自己的误导表示遗憾，认为白人扮演其他人种是好莱坞的普遍问题。